# Дин, Дикси
Уи́льям Ральф Дин (англ. William Ralph Dean; 22 января 1907, Беркенхед, Англия — 1 марта 1980, Ливерпуль, Англия), более известный как Ди́кси Дин (англ. Dixie Dean) — английский футболист, нападающий, наиболее известный по выступлениям за «Эвертон». Рекордсмен высшего дивизиона Англии по голам за сезон (60 в 39 матчах сезона  1927/28).

## Биография
Уильям Ральф Дин, более известный как Дикси Дин, родился в городе Беркенхед графства Мерсисайд. Свою карьеру Дин начал в клубе «Пенсби» из одноимённого местечка в графстве Мерсисайд. После этого перешёл в 1923 году в «Транмер Роверс». Спустя два года за £3000 Дикси Дин был куплен «Эвертоном» из Ливерпуля. В своём первом полном сезоне 1925/1926 18-летний нападающий забил 32 мяча.
10 июля 1926 года Дикси Дин попал в аварию на своём мотоцикле в Холивеле в Северном Уэльсе. В аварии Дин получил перелом черепа и челюсти, в течение 36 часов Дин находился в состоянии комы, врачи заявляли что у него очень мало шансов. Выйдя из комы, Дикси опроверг опасения врачей и быстрыми темпами пошёл на поправку. В сезоне 1927/28 Дин забил 60 мячей в чемпионате, этот рекорд до сих пор не побит. Записав на свой счёт 60 мячей из 102 забитых в сезоне «Эвертоном», Дикси стал чемпионом Англии. За сезон Дин сделал пента-трик в ворота «Манчестер Юнайтед», покер в ворота «Бернли» и пять хет-триков. Спустя два года, в 1930 году «Эвертон» выбыл во Второй дивизион, но Дикси Дин остался в команде. «Эвертон» выиграл вторую лигу в 1931 году и вернулся в Первый дивизион, где одержал победу в 1932 году. 29 апреля 1933 года «Эвертон» стал обладателем Кубка Англии. В финале ливерпульский клуб разгромил «Манчестер Сити» (3:0), Дин забил второй мяч в игре после ошибки вратаря Лена Лэнгфорда. Будучи капитаном, Дин назначал состав на этот матч, так как тренера у «Эвертона» не было.
В ту эпоху Дин был капитаном и неоспоримым лидером клуба. Однако возросшие требования к физической форме взяли свой верх, и в 1937 году Дикси был вынужден уйти из «Эвертона». С 1938 по 1939 год Дикси Дин выступал за «Ноттс Каунти», а в 1939 перешёл в ирландский «Слайго Роверс». Свою футбольную карьеру Дин закончил игроком «Аштон Юнайтед», команда выступала в Чеширской лиге.
После ухода из футбола Дин был управляющим в дублинском пабе в городе Честере графства Чешир, позже работал швейцаром в офисах на Уэлтон Хол Авеню.
Всего за «Эвертон» Дин забил 383 мяча в 433 матчах, Дин всегда отличался профессионализмом на поле, вступал в опасные стыки, которые нередко заканчивались травмой, так в одном из матчей Дин потерял яичко.
Больше Дина голов в Футбольной лиге забил только Артур Роули, на его счету 434 гола (в среднем 0,70 за игру) в 619 матчах. Дикси Дин же забил 379 мячей в 438 играх (0,87 за игру), при этом также важно учитывать тот факт, что Дин провёл всего один сезон во Втором дивизионе, тогда как Роули выступал несколько сезонов в Третьем и даже Четвёртом дивизионе Футбольной лиги. 37 раз за свою карьеру Дин забивал три и более мяча в матче.
Присоединившись в январе 1939 года к «Слайго Роверс», Дин помог команде достаточно успешно выступить в Кубке Ирландии. В лиге Дин забил 10 голов в 7 матчах, включая пять мячей в ворота «Уотерфорд Юнайтед» (это достижение и по сей день остаётся клубным рекордом). В Кубке Ирландии англичанин сыграл 4 матча и забил 1 гол. В финале кубка «Слайго» встретился с «Шелбурном», первый матч закончился ничьей 1:1, а в переигровке победу со счётом 0:1 одержал «Шелбурн». Дин получил серебряную медаль, которую украли из гостиничного номера. Вернувшись в Ирландию в 1978 году, чтобы вновь увидеть в финале кубка «Слайго Роверс», Дин в своём номере обнаружил подброшенную медаль — ту самую, которая у него была похищена 39 лет назад.

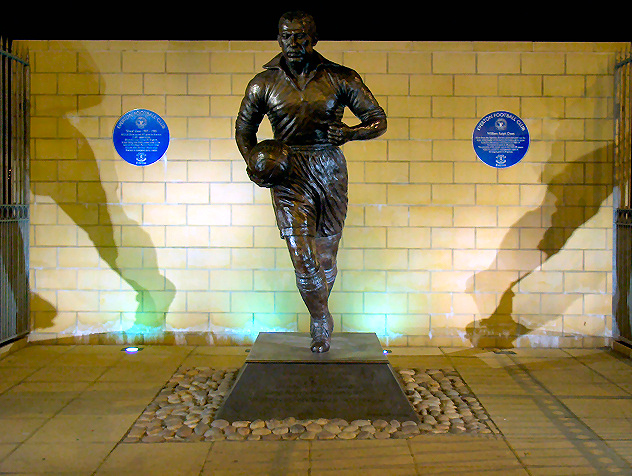
Памятник Дикси Дина возле стадиона «Гудисон Парк»

Дин дебютировал за национальную сборную Англии 12 февраля 1927 года в матче против Уэльса (3:3). Последним матчем стала игра против Северной Ирландии, 17 октября 1932 года, закончившийся победой англичан 1:0. Всего за сборную Англии Дин забил 18 мячей в 16 матчах.
Его прозвище «Дикси», как говорят, было дано ему поклонниками из-за его тёмного цвета лица и вьющихся тёмных волос, которые были, в их восприятии, подобно причёскам у афроамериканцев в Южных Соединенных Штатах Америки. Сам Дин не любил прозвище, предпочитая быть известным как Билл.
В 1976 году Дину была проведена операция по ампутации правой ноги. Спустя четыре года, в марте 1980 года во время матча «Эвертон» — «Ливерпуль» у Дина случился сердечный приступ, в результате которого он скончался прямо на стадионе «Гудисон Парк». На матче он присутствовал как почётный гость. Матч закончился победой «Ливерпуля» со счётом 2:1.
В 2001 году в парке возле стадиона «Гудисон Парк» был установлен памятник Уильяму Ральфу Дину стоимостью £75 000 c табличкой: «Футболист, джентльмен, эвертонец».

## Карьера в сборной

### Матчи за сборную Англии
| Матчи и голы Дина за сборную Англии | Матчи и голы Дина за сборную Англии | Матчи и голы Дина за сборную Англии | Матчи и голы Дина за сборную Англии | Матчи и голы Дина за сборную Англии | Матчи и голы Дина за сборную Англии |
| ----------------------------------- | ----------------------------------- | ----------------------------------- | ----------------------------------- | ----------------------------------- | ----------------------------------- |
| №                                   | Дата                                | Соперник                            | Счёт                                | Голы Дина                           | Соревнование                        |
| 1                                   | 12 февраля 1927                     | Уэльс                               | 3:3                                 | 2                                   | Домашний чемпионат 1926/27          |
| 2                                   | 2 апреля 1927                       | Шотландия                           | 2:1                                 | 2                                   | Домашний чемпионат 1926/27          |
| 3                                   | 11 мая 1927                         | Бельгия                             | 9:1                                 | 3                                   | Товарищеский матч                   |
| 4                                   | 27 мая 1927                         | Люксембург                          | 5:2                                 | 3                                   | Товарищеский матч                   |
| 5                                   | 26 мая 1927                         | Франция                             | 6:0                                 | 2                                   | Товарищеский матч                   |
| 6                                   | 22 октября 1927                     | Ирландия                            | 0:2                                 | -                                   | Домашний чемпионат 1927/28          |
| 7                                   | 28 ноября 1927                      | Уэльс                               | 1:2                                 | -                                   | Домашний чемпионат 1927/28          |
| 8                                   | 31 марта 1928                       | Шотландия                           | 1:5                                 | -                                   | Домашний чемпионат 1927/28          |
| 9                                   | 17 мая 1928                         | Франция                             | 5:1                                 | 2                                   | Товарищеский матч                   |
| 10                                  | 19 мая 1928                         | Бельгия                             | 3:1                                 | 2                                   | Товарищеский матч                   |
| 11                                  | 22 октября 1928                     | Ирландия                            | 2:1                                 | 1                                   | Домашний чемпионат 1928/29          |
| 12                                  | 17 ноября 1928                      | Уэльс                               | 3:2                                 | -                                   | Домашний чемпионат 1928/29          |
| 13                                  | 13 апреля 1929                      | Шотландия                           | 0:1                                 | -                                   | Домашний чемпионат 1928/29          |
| 14                                  | 28 марта 1931                       | Шотландия                           | 0:2                                 | -                                   | Домашний чемпионат 1930/31          |
| 15                                  | 9 декабря 1931                      | Испания                             | 7:1                                 | 1                                   | Товарищеский матч                   |
| 16                                  | 17 октября 1932                     | Ирландия                            | 1:0                                 | -                                   | Домашний чемпионат 1932/33          |

Итого: 16 матчей / 18 голов; 10 побед, 1 ничья, 5 поражений.

## Возрождение памяти
Кинокомпания базируемая в Ливерпуле «Тэбэкалэ», начинала работу над драматическим документальным фильмом с рабочим названием «Дикси, Человек легенда». Эта история расскажет о его детстве на улицах Биркенхэда, и его возвышении к числу самых известных футболистов.

## Достижения
- Чемпион Первого дивизиона 1928, 1932
- Чемпион Второго дивизиона: 1931
- Обладатель Кубка Англии: 1933
- Обладатель Суперкубка Англии: 1928

## Личные награды
- Медаль Льюиса за 200 голов в 199 матчах
- Включён в Зал славы футбола в 1971 году
- Включён в Зал славы английского футбола в 2002 году
- Звание «Великий Мерсисайдец» от Радио Мерсисайд ББС в 2003 году
- Лучший бомбардир чемпионата Англии: 1928, 1932
- Лучший бомбардир в истории Суперкубка Англии: 6 голов[4]
- Лучший бомбардир в истории «Эвертона»: 383 гола
- Рекордсмен чемпионата Англии по количеству голов в одном сезоне: 60 голов
- Обладатель результата 37 хет-триков за карьеру

## Статистика выступлений
| Клуб             | Сезон            | Лига | Лига | Кубки | Кубки | Прочие | Прочие | Итого | Итого |
| Клуб             | Сезон            | Игры | Голы | Игры  | Голы  | Игры   | Голы   | Игры  | Голы  |
| ---------------- | ---------------- | ---- | ---- | ----- | ----- | ------ | ------ | ----- | ----- |
| Транмир Роверс   | 1923/24          | 2    | 0    | 0     | 0     | 0      | 0      | 2     | 0     |
| Транмир Роверс   | 1924/25          | 27   | 27   | 3     | 0     | 0      | 0      | 30    | 27    |
| Транмир Роверс   | Итого            | 29   | 27   | 3     | 0     | 0      | 0      | 32    | 27    |
| Эвертон          | 1924/25          | 7    | 2    | 0     | 0     | 0      | 0      | 7     | 2     |
| Эвертон          | 1925/26          | 38   | 32   | 2     | 1     | 0      | 0      | 40    | 33    |
| Эвертон          | 1926/27          | 27   | 21   | 4     | 3     | 0      | 0      | 31    | 24    |
| Эвертон          | 1927/28          | 39   | 60   | 2     | 3     | 0      | 0      | 41    | 63    |
| Эвертон          | 1928/29          | 29   | 26   | 1     | 0     | 1      | 2      | 31    | 28    |
| Эвертон          | 1929/30          | 25   | 23   | 2     | 2     | 0      | 0      | 27    | 25    |
| Эвертон          | 1930/31          | 37   | 39   | 5     | 9     | 0      | 0      | 42    | 48    |
| Эвертон          | 1931/32          | 38   | 45   | 1     | 1     | 0      | 0      | 39    | 46    |
| Эвертон          | 1932/33          | 39   | 24   | 6     | 5     | 1      | 4      | 46    | 33    |
| Эвертон          | 1933/34          | 12   | 9    | 0     | 0     | 0      | 0      | 12    | 9     |
| Эвертон          | 1934/35          | 38   | 26   | 5     | 1     | 0      | 0      | 43    | 27    |
| Эвертон          | 1935/36          | 29   | 17   | 0     | 0     | 0      | 0      | 29    | 17    |
| Эвертон          | 1936/37          | 36   | 24   | 4     | 3     | 0      | 0      | 40    | 27    |
| Эвертон          | 1937/38          | 5    | 1    | 0     | 0     | 0      | 0      | 5     | 1     |
| Эвертон          | Итого            | 399  | 349  | 32    | 28    | 2      | 6      | 433   | 383   |
| Ноттс Каунти     | 1937/38          | 3    | 0    | 0     | 0     | 0      | 0      | 3     | 0     |
| Ноттс Каунти     | 1938/39          | 6    | 3    | 0     | 0     | 0      | 0      | 6     | 3     |
| Ноттс Каунти     | Итого            | 9    | 3    | 0     | 0     | 0      | 0      | 9     | 3     |
| Слайго Роверс    | 1938/39          | 7    | 10   | 4     | 1     | 0      | 0      | 11    | 11    |
| Слайго Роверс    | Итого            | 7    | 10   | 4     | 1     | 0      | 0      | 11    | 11    |
| Херст            | 1939/40          | 1    | 0    | 0     | 0     | 1      | 1      | 2     | 1     |
| Херст            | Итого            | 1    | 0    | 0     | 0     | 1      | 1      | 2     | 1     |
| Всего за карьеру | Всего за карьеру | 445  | 389  | 39    | 29    | 3      | 7      | 487   | 425   |